# Hoge Spoorbrug
De Hoge Spoorbrug over het spooremplacement van Station Zwolle, volgens het bestek bestemd voor voetgangers, handkarren en vee, werd gebouwd in 1883, en verbond de stad met het toen nog vrijwel volledig agrarische Schelle.
Het ontwerp was van jhr. M.J. Schuurbecke Boeije, ingenieur in dienst van de Staatsspoorwegen. Deze paste voor de overspanning lensliggers toe, een constructie die door de Duitse ingenieur F.A. von Pauli omstreeks 1855 was ontwikkeld.
Uit overwegingen van minimalisering van materiaalgebruik bedacht deze een vakwerkligger waarbij de krachten over de gehele lengte van de ligger min of meer gelijk zijn. Bij de Zwolse brug hebben de liggers een zuivere paraboolvorm, die met drie overspanningen van elk ongeveer 36 meter het emplacement overbruggen.
Bijzonder is verder dat de brug, in tegenstelling tot veel andere kunstwerken uit die tijd, door een Nederlands constructiebedrijf, de firma H. Dalhuisen in Kampen is gebouwd. Ten behoeve van de elektrificatie van het spoor zijn de jukken en de landhoofden waar de brug op rust in de jaren vijftig verhoogd. Bruggen met deze constructie zijn in Nederland sporadisch gebouwd, en de brug bij Zwolle is de enige die nog rest. De brug is een rijksmonument.